# Karun Čandok
Karun Čandok, indijski dirkač, * 19. januar 1984, Čenaj, Indija.
Čandok je tri sezone nastopal v seriji GP2, dve sezoni pa tudi v seriji Azijske GP2, toda v drugi je nastopil le na zadnjih dveh dirkah sezone. V tem času je dosegel dve zmagi in še štiri uvrstitve na stopničke, v prvenstvu pa ni dosegel vidnejših uvrstitev. Za sezono 2010 je zasedel zadnji prost sedež v Formuli 1, kjer bo nastopal v novoustanovljenem moštvu Hispania Racing ob Brunu Senni, kot drugi indijski dirkač Formule 1, po Narainu Kartikejanu.

## Dirkaški rezultati

### GP2
(legenda) (odebeljene dirke pomenijo najboljši štartni položaj, poševne pa najhitrejši krog)
| Sezona | Moštvo                  | 1           | 2           | 3           | 4           | 5           | 6           | 7          | 8           | 9          | 10          | 11         | 12         | 13          | 14          | 15          | 16          | 17         | 18         | 19          | 20          | 21          | Prv | Toč |
| ------ | ----------------------- | ----------- | ----------- | ----------- | ----------- | ----------- | ----------- | ---------- | ----------- | ---------- | ----------- | ---------- | ---------- | ----------- | ----------- | ----------- | ----------- | ---------- | ---------- | ----------- | ----------- | ----------- | --- | --- |
| 2007   | Durango                 | BHR FEA 9   | BHR SPR Ret | ESP FEA Ret | ESP SPR 15  | MON FEA Ret | FRA FEA Ret | FRA SPR 16 | GBR FEA 12  | GBR SPR 13 | GER FEA Ret | GER SPR 16 | HUN FEA 14 | HUN SPR 15  | TUR FEA 8   | TUR SPR Ret | ITA FEA 5   | ITA SPR 6  | BEL FEA 7  | BEL SPR 1   | VAL FEA 17  | VAL SPR Ret | 15. | 16  |
| 2008   | iSport International    | ESP FEA 9   | ESP SPR Ret | TUR FEA 4   | TUR SPR 12  | MON FEA 3   | MON SPR Ret | FRA FEA 7  | FRA SPR Ret | GBR FEA 3  | GBR SPR Ret | GER FEA 8  | GER SPR 1  | HUN FEA 4   | HUN SPR DNS | EUR FEA 15  | EUR SPR Ret | BEL FEA 10 | BEL SPR 7  | ITA FEA 11  | ITA SPR Ret |             | 10. | 31  |
| 2009   | Ocean Racing Technology | ESP FEA Ret | ESP SPR Ret | MON FEA 7   | MON SPR Ret | TUR FEA 13  | TUR SPR 14  | GBR FEA 6  | GBR SPR 3   | GER FEA 11 | GER SPR Ret | HUN FEA 17 | HUN SPR 10 | VAL FEA Ret | VAL SPR 6   | BEL FEA Ret | BEL SPR 7   | ITA FEA 19 | ITA SPR 12 | POR FEA Ret | POR SPR 13  |             | 18. | 10  |

### Azijska GP2
(legenda) (odebeljene dirke pomenijo najboljši štartni položaj, poševne pa najhitrejši krog)
| Sezona  | Moštvo                  | 1          | 2          | 3           | 4          | 5           | 6         | 7         | 8           | 9            | 10           | 11         | 12           | Prv | Toč |
| ------- | ----------------------- | ---------- | ---------- | ----------- | ---------- | ----------- | --------- | --------- | ----------- | ------------ | ------------ | ---------- | ------------ | --- | --- |
| 2008    | iSport International    | DUB1 FEA 7 | DYB1 SPR 3 | IDN FEA Ret | IDN SPR 13 | MYS FEA Ret | MYS SPR 7 | BHR FEA 8 | BHR SPR Ret | DUB2 FEA Ret | DUB2 SPR Ret |            |              | 13. | 7   |
| 2008-09 | Ocean Racing Technology | CHN FEA    | CHN SPR    | DUB FEA     | DUB SPR    | BHR1 FEA    | BHR1 SPR  | QAT FEA   | QAT SPR     | MYS FEA      | MYS SPR      | BHR2 FEA 9 | BHR2 SPR Ret | 26. | 0   |

### Formula 1
(legenda) (odebeljene dirke pomenijo najboljši štartni položaj, poševne pa najhitrejši krog, †-uvrščen kljub odstopu)
| Leto | Moštvo                  | Šasija        | Motor                  | 1       | 2      | 3      | 4      | 5       | 6      | 7      | 8      | 9     | 10     | 11  | 12     | 13     | 14  | 15     | 16     | 17     | 18  | 19  | Prv | Toč |
| ---- | ----------------------- | ------------- | ---------------------- | ------- | ------ | ------ | ------ | ------- | ------ | ------ | ------ | ----- | ------ | --- | ------ | ------ | --- | ------ | ------ | ------ | --- | --- | --- | --- |
| 2010 | Hispania Racing F1 Team | Hispania F110 | Cosworth CA2010 2.4 V8 | BAH Ret | AVS 14 | MAL 15 | KIT 17 | ŠPA Ret | MON 14 | TUR 20 | KAN 18 | EU 18 | VB 19  | NEM | MAD    | BEL    | ITA | SIN    | JAP    | KOR    | BRA | ABU | 22. | 0   |
| 2011 | Team Lotus              | Lotus T128    | Renault RS27 2.4 V8    | AVS TD  | MAL    | KIT    | TUR TD | ŠPA     | MON    | KAN    | EU TD  | VB TD | NEM 20 | MAD | BEL TD | ITA TD | SIN | JAP TD | KOR TD | IND TD | ABU | BRA | 28. | 0   |